# Сантибаньес-эль-Альто
Сантибаньес-эль-Альто (исп. Santibáñez el Alto) — населенный пункт и муниципалитет в Испании, входит в провинцию Касерес в составе автономного сообщества Эстремадура. Муниципалитет находится в составе района (комарки) Сьерра-де-Гата. Занимает площадь 99,07 км². Население — 424 человека (на 2010 год).

## Географическое положение
Сантибаньес-Эль-Альто расположен на севере провинции Касерес. Граничит с районами:
- Гата, Торре-де-Дон-Мигель и Вильясбуэнас-де-Гата на западе;
- Пеньяпарда и Вильясрубиас на северо-западе;
- Кадальсо и Дескаргамария на севере;
- Пинофранкеадо, Эрнан-Перес и Вилья-дель-Кампо на востоке;
- Кальсадилья и Гихо-де-Кория на юге.

Расстояния до основных населенных пунктов:
- Касерес: 108 км.
- Пласенсия: 47 км.
- Кория: 37 км.
- Моралеха: 22 км.
- Монтеэрмосо: 20 км

Расстояния до ближайших населенных пунктов:
- Кадальсо-де-Гата: 7 км.
- Гата: 16 км
- Кальсадилья: 20 км
- Торре-де-Дон-Мигель: 8 км.
- Вильясбуэнас: 8 км.
- Эрнан-Перес: 11 км.

## История
Сантибаньес-Эль-Альто был основан в 800-850 годах графиней Теудосиндой, женой графа Гримальдо, бежавшей от преследований Карла Мартелла и поселившейся в горах Сьерры-де-Франсии. На самом высоком из окрестных холмов графиней был заложен монастырь, который она поставила под покровительство Святого Иоанна Крестителя, чтобы в нем покоились останки ее мужа графа Гримальдо.
Во время  Реконкисты это место было известно под именем Санто-Хуаннес-де-Маскорас или Маскулес, также, Мадос в своем словаре делает  ссылку на то, что эта крепость в древности называлась Сан-Хуан. По завещанию епископа Леона, Фроила, Церкви была дана вотчина в Сан-Хуане.
Современное  название поселения, Сантибаньес Эль Альто, в большей степени связано с его стратегическим значением, поскольку вышеупомянутая крепость стоит на вершине горы и недоступна со всех сторон.
Во время правления Альфонсо V благородного (999-1025), трансерранская область, где расположена крепость, была землей, оккупированной захватчиком, и только  в 1050 году Фердинанд I Великий присоединил эту территорию к своему государству.
В 1212 году Альфонсо IX, король Леона, намеревался завоевать деревню Алькантара, он бросил свои армии через хребты  Сьерра - де-Гаты и, преодолев сопротивление, сумел захватить башню Альменара и крепость Сантибаньес.

## Население
| Год  | Численность | Численность   |
| ---- | ----------- | ------------- |
| 2001 | 558         | [ 3 ]         |
| 2002 | 537         | [ 4 ]         |
| 2003 | 518         | [ 5 ]         |
| 2004 | 501         | [ 6 ]         |
| 2005 | 485         | [ 7 ]         |
| 2006 | 480         | [ 8 ]         |
| 2007 | 458         | [ 9 ]         |
| 2008 | 446         | [ 10 ]        |
| 2009 | 436         | [ 11 ]        |
| 2010 | 424         | [ 12 ]        |
| 2011 | 415         | [ 13 ]        |
| 2012 | 405         | [ 14 ]        |
| 2013 | 379         | [ 15 ]        |
| 2014 | 372         | [ 16 ]        |
| 2015 | 349         | [ 17 ]        |
| 2016 | 341         | [ 18 ]        |
| 2017 | 338         | [ 19 ]        |
| 2018 | 382         | [ 20 ] [ 21 ] |
| 2019 | 370         | [ 22 ]        |
| 2020 | 361         | [ 23 ]        |
| 2021 | 354         | [ 24 ]        |
| 2022 | 342         | [ 25 ]        |
| 2023 | 361         | [ 26 ]        |
| 2024 | 379         | [ 2 ]         |